# Богеміанс 1905
«Богеміанс 1905» (чеськ. Bohemians 1905) — чеський футбольний клуб із міста Прага, заснований 1905 року. Виступає у лізі Гамбрінус.

## Історичні назви клубу
- 1905  AFK Vršovice
- 1927  Bohemians AFK Vršovice
- 1941  Bohemia AFK Vršovice
- 1945  Bohemians AFK Vršovice
- 1948  Sokol Vršovice Bohemians
- 1949  Sokol Železničaři Bohemians Praha
- 1950  Sokol Železničaři Praha
- 1951  Sokol ČKD Stalingrad Praha
- 1953  Spartak Praha Stalingrad
- 1962  ČKD Praha
- 1965  Bohemians ČKD Praha
- 1993  Bohemians Praha
- 1999  CU Bohemians Praha
- 2001  Bohemians Praha
- 2005  Bohemians 1905

## Досягнення
Чемпіонат Чехословаччини
- Чемпіон (1): 1983
- Віце-чемпіон (2): 1920, 1985

Кубок Чехословаччини
- Фіналіст (2): 1982

Перша ліга Чехії
- Найкраще досягнення: 4 місце (2002)

Друга ліга Чехії
- Чемпіон (2): 1999, 2009
- Віце-чемпіон (1): 2007

Кубок УЄФА
- Півфіналіст (1): 1982/83